# Henry Ogg Forbes
Henry Ogg Forbes, född den 30 januari 1851 i skotska grevskapet Aberdeen, död den 27 oktober 1932, var en brittisk naturforskare och upptäcktsresande. Auktorsnamnet H.O.Forbes kan användas för Henry Ogg Forbes i samband med ett vetenskapligt namn inom botaniken; se Wikipediaartiklar som länkar till auktorsnamnet.
Forbes gjorde 1878–83, åtföljd av sin hustru, en resa till Java, Sumatra, Timor och Timorlaut, undersökte 1885 Nya Guinea, där han trängde längre in än någon av sina föregångare, och företog 1898 med Ogilvie-Grant en zoologisk resa till Sokotra och Abdalkuri. Han blev därefter direktor för museet i Liverpool. bland hans skrifter märks: A naturalist’s wanderings in the Eastern archipelago (1885), New 
Guinea (1886), Natural history of Socotra (1903) med flera.